# Bundesstraße 279
Pour les articles homonymes, voir Route 279.
La Bundesstraße 279 est une Bundesstraße des Länder de Hesse et de Bavière.

## Géographie
La B 279 relie le sud de Fulda au nord de Bamberg. Elle traverse la Rhön et les Haßberge. Elle traverse également la ligne de partage des eaux entre le Weser et le Rhin à la frontière entre la Hesse et la Bavière.

## Histoire
Jusqu'à la sécularisation en 1803, le nord de la Basse-Franconie appartient à la principauté épiscopale de Wurtzbourg, dont le réseau routier est orienté vers la ville de Wurtzbourg. Lorsque le royaume de Bavière reprend le territoire de Wurtzbourg, les Bundesstraße actuelles 8, 19, 22 et 27 sont déjà des chaussées, mais les routes restantes sont impraticables. C'est pourquoi le gouvernement bavarois annonce la construction de nouvelles routes dans la région de Schweinfurt en 1823, y compris la B 279 actuelle. En raison de la situation budgétaire serrée dans le royaume, la route de Baunach via Trappstadt à Meiningen du côté bavarois ne peut être achevée qu'en 1839. Un an plus tard (1840), la route de la Thuringe par Römhild à Meiningen est également achevée. La section ouest de Bad Neustadt an der Saale par Bischofsheim an der Rhön à Tann est construite dès 1834.
La Reichsstraße 279, introduite en 1937, va également de Breitengüßbach à Döllbach. Après 1945, la route est entièrement sur le territoire de la zone d'occupation américaine et est rebaptisée Bundesstrasse 279 après l'établissement de la République fédérale d'Allemagne.
La B 279 se termine à l'origine à la B 27 à Döllbach, qui depuis est déclassée en Landesstraße. Au cours de cette opération, la B 279 est prolongée de quelques kilomètres jusqu'à la Bundesautobahn 66 près de Fulda.

## Trafic
La section ouest entre les Bundesautobahn 66 et 71 fait partie d'une liaison courte entre l'est de la région Rhin-Main et la Thuringe, qui est également en partie utilisée par le trafic routier de longue distance. Du côté bavarois, après l'expansion, il reste des routes de passage (à Saal an der Saale et Ermershausen dans la partie est), pour lesquelles le Plan fédéral d'infrastructure de transport 2030 prévoit des contournements. Le début de la construction d'une nouvelle jonction de l'A 7 près de Döllbach entre Fulda et Gersfeld est prévu pour 2023, avec la nouvelle construction du pont du Thalaubachtal. Après cela, la Bundesstrasse commencera ici et la section ouest parallèle à l'A 7 jusqu'à Fulda-Süd sera transformée en Landesstraße.
Une autre connexion sur la route de Fulda à Meiningen est le projet de la Bundesstraße 87n, dont la construction n'est plus poursuivie par les Länder de Hesse et de Thuringe, ce qui signifie que le trafic sur le corridor entre l'A 66 et l'A 71 restera sur la B 279. À l'extrémité sud de la B 279, la route traverse encore plusieurs centres-villes sans contourner. Ceux-ci incluent du sud au nord Breitengüßbach, Baunach, Reckenneusig, Reckendorf, Laimbach, Sendelbach, Rentweinsdorf, Fischbach, Pfarrweisach et Maroldsweisach.

## Source
- (de) Cet article est partiellement ou en totalité issu de l’article de Wikipédia en allemand intitulé « Bundesstraße 279 » (voir la liste des auteurs).